# Pendyala Harikrishna
Pendyala Harikrishna (10 mei 1986) is een Indiase schaker. In 2000 werd hij internationaal meester (IM), en in 2001 grootmeester (GM).

## Carrière

### 2004 - 2005
- Met het Indiase team nam hij in oktober 2004 deel aan de 36e Schaakolympiade, waar hij speelde aan het derde bord. Het team eindigde als zesde.
- Van 18 november t/m 1 december 2004 werd in Kochi (India) het wereldkampioenschap bij de jeugd gespeeld. Pendyla eindigde met 10 punten uit 13 wedstrijden op de eerste plaats. Tigran L. Petrosjan uit Armenië werd tweede met 9½ punt terwijl Zhao Jun uit China met 9½ punt derde werd.
- Begin 2005 werd hij gedeeld winnaar in Bermuda.[1]
- Van 18 t/m 22 mei 2005 werd in Minneapolis het open Global Chess Challenge toernooi gespeeld dat met 7½ uit 9 gewonnen werd door de Georgiër Zviad Izoria. Pendyala eindigde met 7 punten op een gedeelde tweede plaats.
- Van 14 t/m 19 september 2005 speelde hij mee in het 6e knock-outtoernooi Young Masters dat in Lausanne gespeeld werd. Hij eindigde op de vierde plaats. Andrej Volokitin won het toernooi.
- Van 21 t/m 29 oktober 2005 werd in Hoogeveen de kroongroep van het Essent Schaaktoernooi gespeeld dat met 4 punten door Harikrishna gewonnen werd.[2]

### 2006 - 2010
- In 2008 werd hij 4e in Corus Group B met 7½ pt. uit 13[3]
- In september 2008 won hij na tiebreak de Spice Cup in Lubbock, Verenigde Staten.[4]
- In januari 2009 werd hij gedeeld 7e bij het Gibraltar Chess Congress[5]
- In februari 2009 won hij het Nancy Rapid event, met een punt voorsprong op Georg Meier.[6]
- Op het 39e Bosna toernooi werd hij 5e met 4 pt. uit 10[7]
- Op het toernooi ter gelegenheid van de 200e verjaardag van Zurich werd hij gedeeld 27e met 6 pt. uit 9.[8]
- Bij het Chigorin Memorial werd hij 15e bij het open toernooi en won het blitzschaak-toernooi.[9]
- In januari 2010 werd hij gedeeld 6e in groep B van het Corustoernooi met 6½ pt. uit 13.
- Bij het Aziatisch kampioenschap schaken werd hij 23e na tiebreaks[10][11]
- Bij het New York International werd hij gedeeld eerste, met Ehlvest.[12]
- Bij het World Open werd hij gedeeld tweede met 7 pt. uit 9, een half punt onder Viktor Láznička.[13]
- Bij het Canadian Open werd hij gedeeld 23e met 6 pt. uit 9.[14]

### 2011 - 2015
- In januari 2011 werd hij in Gibraltar 9e met 7 pt. uit 10 en in Cappelle-la-Grande 6e met 6½ pt. uit 9.[15][16]
- In mei 2011 won hij het Aziatisch kampioenschap schaken met 6½ pt. uit 9; op het Chicago Open werd hij gedeeld tweede met 7 pt. uit 9.[17][18]

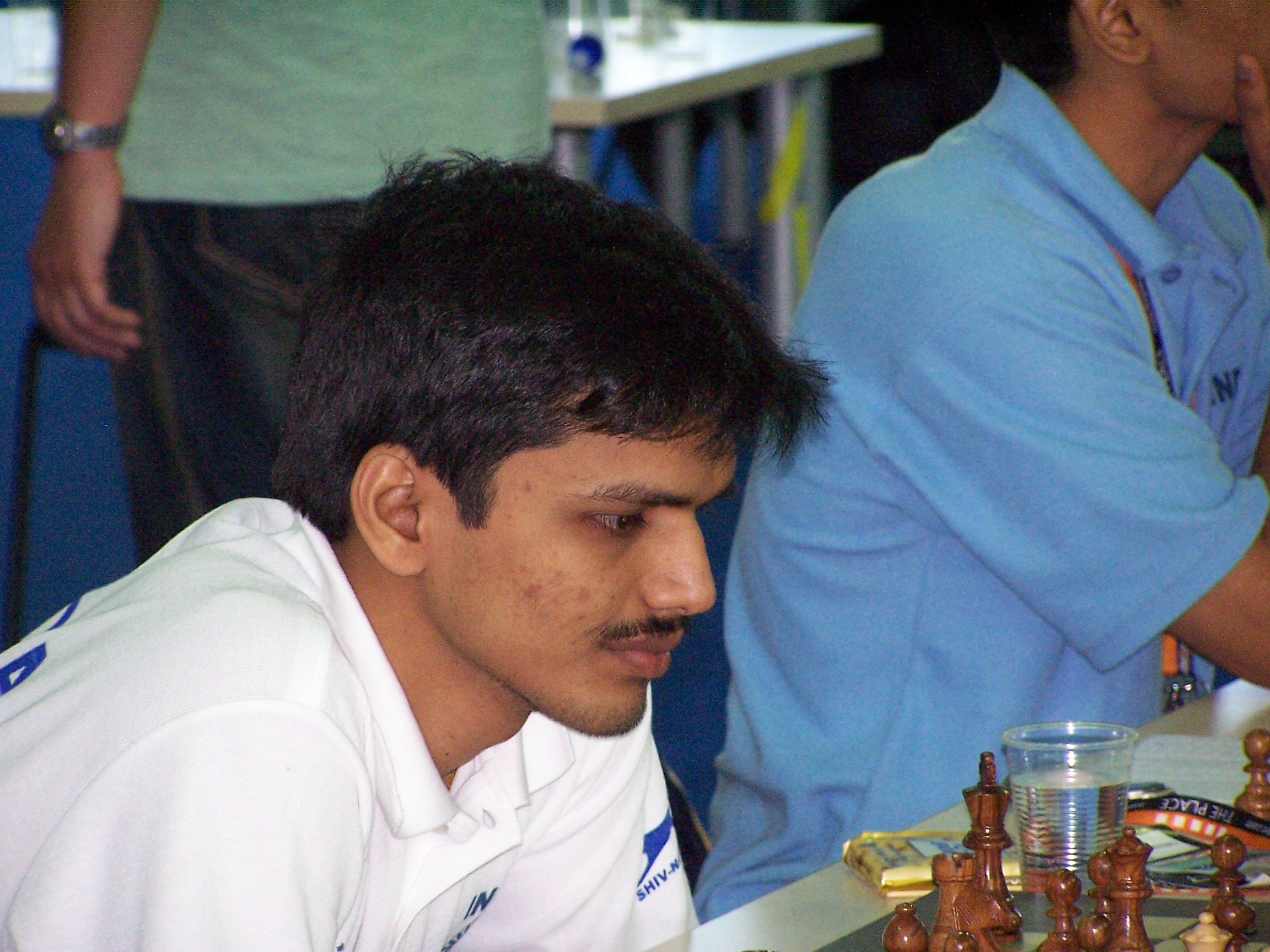
Pentala Harikrishna bij de 37e Schaakolympiade in Turijn (2006)

- Bij het New York International werd hij gedeeld 25e met 4½ pt. uit 9,[19] bij het World Open werd hij gedeeld derde met 6½ pt. uit 9.[20]
- Hij behaalde bij het Wereldkampioenschap schaken voor landenteams 3½ pt. uit 9.
- Bij de Chess World Cup 2011 werd hij in de tweede ronde uitgeschakeld door Dmitry Jakovenko met 1½-½.[21]
- In 2012 won hij in de B-groep van het Tata Steel schaaktoernooi, met 9 pt. uit 13.[22]
- Vervolgens won hij het Cappelle-la-Grande Open met 7 pt. uit 9.[23]
- In juli 2012 werd hij derde bij het Benasque Open, met 8 pt. uit 10 en 5e op het Biel Master toernooi met 7½ pt. uit 11.[24][25]

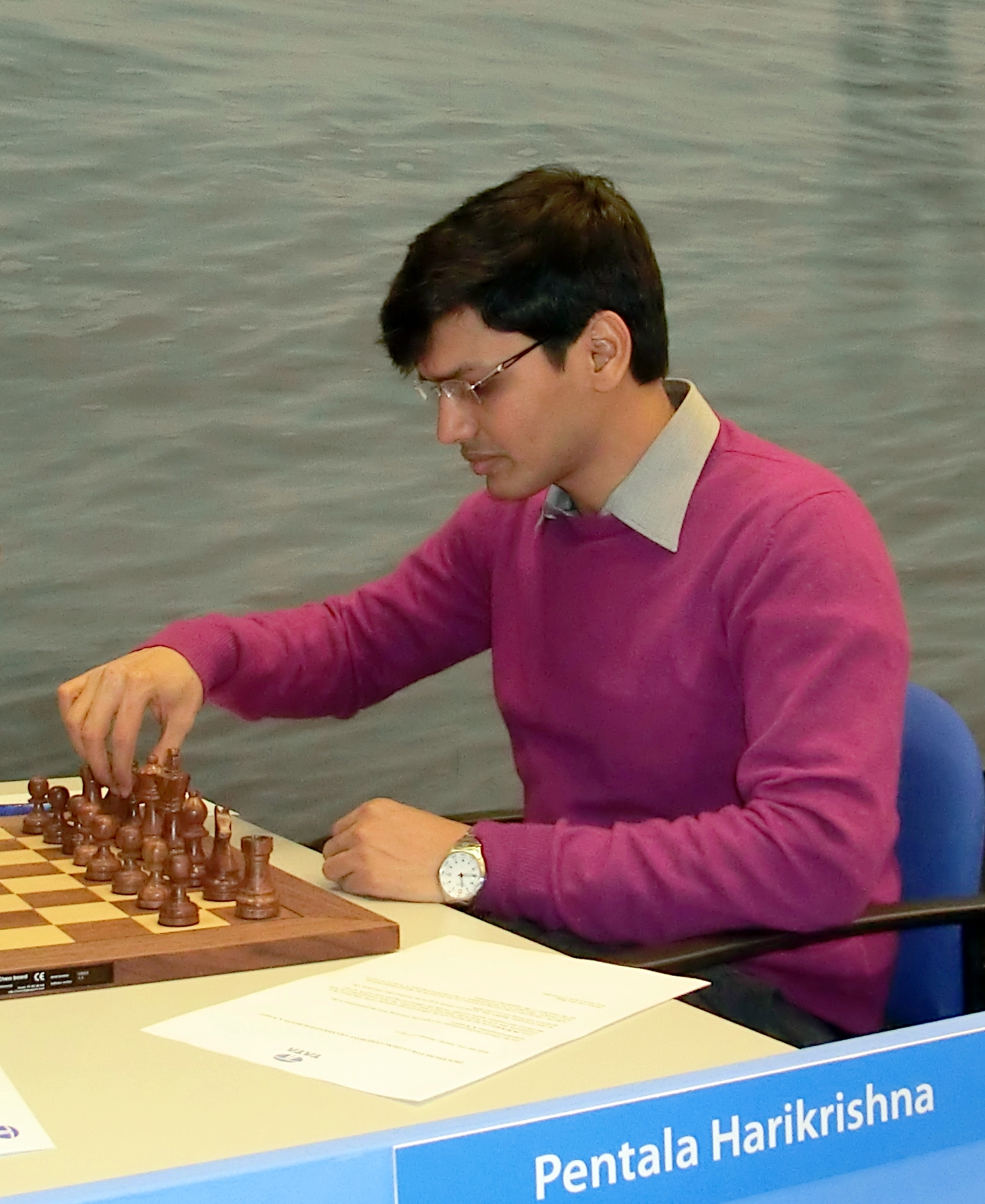
Harikrishna bij Tata Steel Groep A (2013)

- Bij zijn debuut in de A-groep van het Corustoernooi in januari 2013 werd hij 7e met 6½ pt. uit 13.[26]
- Bij het Capablanca Memorial scoorde hij 3 pt. uit 10,[27] maar hij won het toernooi in Biel met 8½ pt. uit 11.
- Bij het HZ Open werd Harikrishna gedeeld 5e met 7 pt. uit 9, zonder een partij te verliezen.[28][29]
- In januari 2014 werd Harikrishna 7e in het Tata Steel Masters met 5½ pt. uit 11 en 12e met 7 pt. uit 10 op Gibraltar.[30][31]
- Bij het Aziatische kampioenschap blitzschaak werd hij tweede,[32] in Biel werd hij in juli 2014 derde.[33]
- Op het Qatar Masters Open werd hij 25e met 5½ pt. uit 9.[34]
- Harikrishna begon 2015 in Gibraltar met een 9e plaats, score 7½ pt. uit 10.[35]
- Bij het Wereldkampioenschap voor landenteams scoorde hij 5 pt. uit 9.
- In juni 2015 won hij het 10e Edmonton International toernooi (7½ pt. uit 9).[36]
- Bij de World Cup werd Harikrishna in de 2e ronde uitgeschakeld door S. P. Sethuraman.
- Bij het Isle of Man International toernooi werd hij gedeeld eerste met 7 pt. uit 9.[37][38]
- Bij het Qatar Masters Open scoorde hij 6 pt. uit 9 en behaalde een elfde plaats.[39]

### 2016 - 2020
- Begin 2016 nam hij deel aan de IMSA Elite Mind Games, in China.[40] Hij eindigde zevende bij rapidschaak en derde bij het blitzschaak.
- In juli 2020 won hij met 5½ pt. uit 7 het Chess960 toernooi, dat onderdeel was van het schaaktoernooi in Biel.[41] Vanwege Covid-19 waren de spelers door plexiglas van elkaar gescheiden.